# Nhân giống trong tự nhiên
Nhân giống trong tự nhiên là quá trình sinh sản tự nhiên của động vật xảy ra trong môi trường sống tự nhiên của một loài nhất định. Thuật ngữ này khác với nhân giống vật nuôi trong chăn nuôi hoặc nhân giống các loài bị nuôi nhốt (nhân giống trong điều kiện nuôi nhốt). 

## Tổng quan
Địa điểm nhân giống thường được lựa chọn cho các yêu cầu cụ thể về chỗ ở và khoảng cách với nguồn thức ăn; Hơn nữa, mùa sinh sản là một khoảng thời gian cụ thể đã phát triển cho từng loài để phù hợp với các loài về giải phẫu, giao phối, nghi thức giao phối, khí hậu và các yếu tố sinh thái khác. Nhiều loài di chuyển khoảng cách đáng kể để đến được các bãi nhân giống cần thiết. Một số đặc điểm chung áp dụng cho các phân loài (taxon) khác nhau trong vương quốc động vật, đặc điểm này thường được sắp xếp giữa lưỡng cư, bò sát, động vật có vú, hệ chim, động vật chân đốt và các dạng sống thấp hơn.

## Các loài
Đối với nhiều động vật lưỡng cư, chu kỳ sinh sản hàng năm được áp dụng, thường được quy định bởi nhiệt độ môi trường xung quanh, lượng mưa, lượng nước mặt và cung cấp lương thực. Mùa sinh sản này được nhấn mạnh ở các vùng ôn đới, nơi việc kéo dài hoặc ngủ đông kéo dài làm cho nhiều loài lưỡng cư không hoạt động trong thời gian dài. Nơi cư trú sinh sản thường là ao tù và suối.
Động vật có vú chu kỳ nhân giống hàng năm đôi khi thường chỉ về động vật có vú, với các tác động môi trường tinh chỉnh bao gồm sự biến đổi nhiệt độ theo mùa và sự sẵn có của nguồn thức ăn. Các cuộc di cư của động vật có vú đôi khi có thể điều chỉnh thời gian sinh sản. Gấu Bắc cực là một ví dụ về loài động vật có vú sử dụng hòn sinh nở, nơi bị ảnh hưởng bởi sự di cư của loài này đến các bầy đàn hàng ngày của Bắc cực. Đặc biệt, những gấu Bắc cực sinh ra trong Vườn Quốc gia Wapusk cần phải di chuyển đến băng đóng gói của vịnh Hudson.
Ảnh hưởng của lai cận huyết trong quần thể hoang dã đã được xem xét lại những ảnh hưởng của lai cận huyết trong quần thể hoang dã. Bằng chứng từ quần thể động vật có vú và chim cho thấy suy nhược trong họ hàng thường có ảnh hưởng xấu đến sinh đẻ, sinh sản và sự sống còn cũng như sức đề kháng với stress môi trường, bệnh tật và sự ăn thịt. 